# Joachimschronik
Die Joachimschronik (russisch История Иоакима oder Иоакимовская летопись) ist eine Chronik über die Zeit der Rus vom 8. bis zum 11. Jahrhundert.
Sie wurde erstmals 1768 vom russischen Gelehrten Wassili Tatischtschew veröffentlicht. Davor gab es keine Hinweise auf ihre Existenz. 

## Verfasser
Verfasser soll der erste Nowgoroder Bischof Joachim von Korsun († um 1030) gewesen sein. Dieser war aber wahrscheinlich Grieche, eine intensive Beschäftigung mit altrussischer heidnischer Geschichte erscheint äußerst unwahrscheinlich. 
Wahrscheinlich war die Chronik eine Komposition von Tatischtschew.

## Inhalt
Die Joachimschronik beschreibt die Geschichte der Kiewer Rus von den frühesten Anfängen. Sie beschreibt dabei viele Details und Ereignisse, die in keiner anderen altrussischen Chronik erwähnt werden. Die meisten russischen Historiker bezweifeln ihre historische Authentizität oder zumindest den Wahrheitsgehalt der angegebenen Fakten. Es ist andererseits schwierig nachzuweisen, dass es sich um Fiktionen handelt. Viele Details erscheinen historisch möglich und können nicht widerlegt werden.
Beispiele

1. Die frühe Geschichte der Rus wird wesentlich ausführlicher dargestellt als in anderen Chroniken. Es werden bereits für das 9. Jahrhundert slawische Herrscher wie Gostomysl in Ladoga und Nowgorod beschrieben. Dieses ist historisch möglich, erscheint in den Einzelheiten aber als unwahrscheinlich.
2. Die Chronik nennt als Mutter von Fürst Wyscheslaw von Nowgorod, dem ältesten Sohn von Wladimir dem Großen eine skandinavische Olafa. Dieser Name ist in dieser Form in nordischen Sagas ungewöhnlich. Es ist aber historisch möglich, dass es diese Beziehung während des Aufenthaltes Wladimirs in Schweden 976 bis 978 gab. Die anderen altrussischen Chroniken und selbst die nordische Saga von Olav Tryggvason erwähnen nur böhmische und bulgarische Ehefrauen Wladimirs.

## Text
- Geschichte von Joachim, in: Wassili Tatischtschew: Russische Geschichte seit den ältesten Zeiten, Bd. 1, Moskau 1768, Kap. 4